# فينيستريل
فينيستريل هيكومونا في مدينة تورينو الحضرية و تحديدًا في إقليم بيدمونت الإيطالي، والتي تبعد حوالي ٥٠ كيلومترًا (ما يعادل 31 ميل) عن غرب تورينو.
يقع حصن جبال الألب (حصن فينيستريل) في ذات المقاطعة، وهو الحصن الذي كان قائمًا بين مملكة فرنسا ودوقية سافوي .